# Conte di Durham
Conte di Durham è un titolo in pari del Regno Unito. Fu creato nel 1833 per John Lambton, I barone di Durham. Conosciuto come "Radical Jack", ricoprì un ruolo di primo piano nel passaggio della Reform Act 1832. Egli era già stato creato barone di Durham e visconte di Lambton.
Gli succedette il figlio maggiore, il secondo conte, che servì come luogotenente della contea di Durham (1854-1879). Alla sua morte i titoli passarono al figlio, il terzo conte, anch'egli luogotenente della contea di Durham (1884-1928) e fu fatto Cavaliere della Giarrettiera nel 1909. Morì senza figli e gli succedette il fratello gemello più giovane, il quarto conte, che rappresentò South Durham e South East Durham nella Camera dei Comuni. Suo nipote, il sesto conte, fu un politico conservatore. A partire dal 2009 i titoli sono detenuti dal suo unico figlio, il settimo conte, che gli succedette nel 2006. 
Le residenze della famiglia sono Lambton Castle, nella contea di Durham, e Fenton, vicino Wooler, Northumberland.

## Conti di Durham (1833)
- John Lambton, I conte di Durham (1792-1840)
- George Lambton, II conte di Durham (1828-1879)
- John Lambton, III conte di Durham (1855-1928)
- Frederick Lambton, IV conte di Durham (1855-1929)
- John Lambton, V conte di Durham (1884-1970)
- Anthony Lambton, VI conte di Durham (1922-2006)
- Edward Lambton, VII conte di Durham (1961)

L'erede è il figlio dell'attuale conte, Frederick Lambton, visconte di Lambton (1985).